# محمود الخلجي
محمود الخلجي (1436–1469)، المعروف أيضًا باسم محمود الخلجي وعلاء الدين محمود شاه الأول، كان سلطان مالوا [الإنجليزية]، في ماديا براديش الحالية، بالهند. اعتلى العرش في عام 1435 بعد اغتيال محمد، ابن الحاكم السابق، هوشنك شاه [الإنجليزية]. شن محمود الخلجي حملة فاشلة ضد سلطنة دلهي؛ ومع ذلك، في عهده، وصلت سلطنة مالوا إلى ذروة قوتها.

## الحُكم

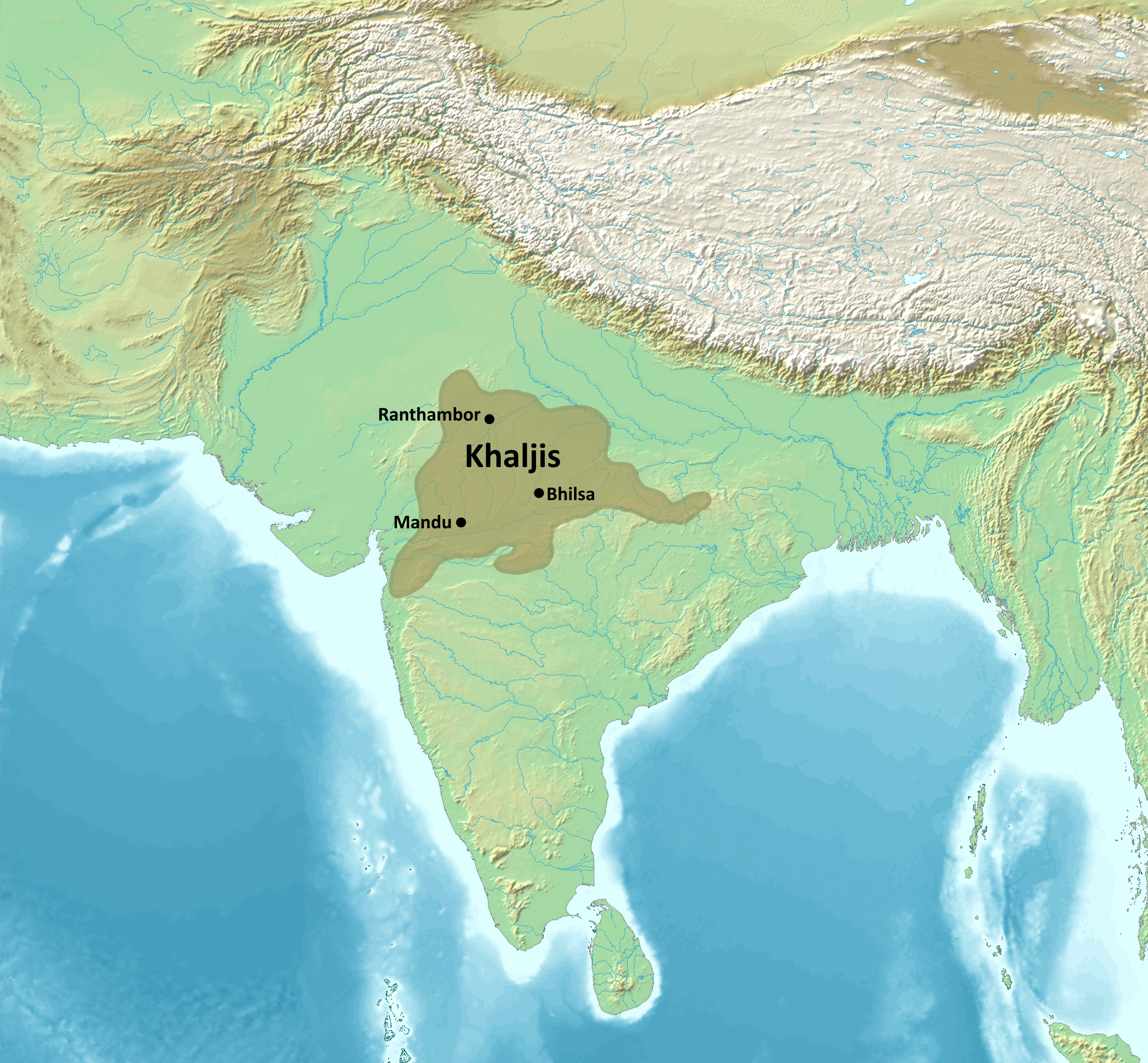
خريطة لدولة الخلجي ملوى في أوج قوتهم

في عهد محمد شاه الثاني ملك سلطنة غوجارات، قام محمود الخلجي من مالوا بغزو غوجارات. بعد الاستيلاء على شامبانير [الإنجليزية] وتأمينها، تقدم نحو ولاية جوجارات بجيش قوامه 80 ألف فارس. ولكن قبل أن يتمكن من المضي قدمًا، توفي محمد شاه الثاني وخلفه قطب الدين أحمد شاه الثاني [الإنجليزية].
حاصر محمود خلجي سلطانبور، حيث استسلم مالك علاء الدين بن سهراب، قائد قطب الدين، للحصن. وتقديرًا لخدمته، أُرسل إلى مالوا بتكريم، وعُيِّن حاكمًا لماندو [الإنجليزية]. ثم توجه محمود الخلجي إلى سارسا بالدي واستدعى بهاروش، التي كانت تحت قيادة سيدي مرجان نيابة عن سلطنة جوجارات. لكن سيدي مرجان رفض الاستسلام. خوفًا من المزيد من التأخير، قام محمود الخلجي بنهب بارودا (فادودارا حاليًا) قبل التوجه إلى نادياد. هناك، أذهلته شجاعة البراهمة المحليين، الذين تمكنوا من قتل فيل هائج.

## طالع أيضًا
- فيجايا ستامبا [الإنجليزية]